# Грин (округ, Нью-Йорк)
Округ Грин (англ. Greene County) — округ штата Нью-Йорк, США. Население округа на 2000 год составляло 48 185 человек. Административный центр округа — деревня Катскилл.

## История
Округ Грин основан в 1800 году; назван в честь Натаниэля Грина (1742–1786), американского генерала времён войны за независимость США. Источник образования округа Грин: округа Олбани и Алстер.

## География
Округ занимает площадь 1704,2 км2.

## Демография
Согласно переписи населения 2000 года, в округе Грин проживало 48 185 человек. По оценке Бюро переписи населения США, к 2009 году население увеличилось на 1,6%, до 48 947 человек. Плотность населения составляла 28,7 человек на квадратный километр.